# Flugplatz Roye-Amy

i7
i11
i13
Das Aérodrome de Roye-Amy war ein Flugplatz in Frankreich. Er lag in der heutigen Region Hauts-de-France im Département Oise im Wesentlichen auf dem Gebiet von Amy zirka sechs Kilometer südlich von Roye. Während des Zweiten Weltkrieges diente er als Militärflugplatz.

## Geschichte
Der Flugplatz Roye-Amy wurde unmittelbar vor dem Zweiten Weltkrieg errichtet. Er besaß einige Gebäude und einen Hangar, aber zunächst keine befestigte Start- und Landebahn.
Nach dem Beginn des Krieges diente er zwischen Ende September und Mitte Oktober 1939 der britischen Royal Air Force als Stützpunkt der mit Bristol Blenheim-Bombern ausgerüsteten 57. Squadron. Daneben diente er auch den französischen Luftstreitkräften im April/Mai 1940 als Bomberstützpunkt. Hier lagen drei Bomber-Gruppen, die „GB II/34“ mit Amiot 143, „GB II/54“ mit Breguet Br.693 und „GB I/31“ mit Lioré & Olivier LeO 45. Der Platz wurde im Verlauf des Westfeldzugs der deutschen Wehrmacht am 18. Mai von der deutschen Luftwaffe bombardiert.
Diese nutzte ihn während der anschließenden Besetzung Frankreichs selbst, wozu er unter anderem drei Betonpisten erhielt. Zwischen März und Mai 1941 lagen hier die Ju 88A der III. Gruppe des Kampfgeschwaders 1 (III./KG1) sowie zwischen März und Mai 1944 die Fw 190A der I. Gruppe des Schnellkampfgeschwaders 10 (I./SKG 10).
Nach der Befreiung der Gegend durch die Westalliierten im Sommer 1944 wurde Advanced Landing Ground ALG A-73, so seine alliierte Codebezeichnung, Anfang September 1944 Stützpunkt der Ninth Air Force der United States Army Air Forces (USAAF). Hier lag zunächst für zwei Wochen die 370. Fighter Group mit ihren Lockheed P-38 und ab Mitte des Monats kam die 391. Bombardment Group mit ihren Martin B-26 hinzu. Diese blieb bis Mitte April 1945 und anschließend waren die Douglas DC-3/C-47 der 349. Troop Carrier Group die letzten hier stationierten US-Flugzeuge. Sie verließen den Flugplatz im Juli 1945.
Nach dem Krieg sollte er zunächst der Allgemeinen Luftfahrt dienen, war im Jahr 1950 dann aber ein Kandidat für einen zukünftigen NATO-Militärflugplatz; das Terrain wurde jedoch nicht ausgewählt. Er stand als möglicher Ausweichplatz mit seiner verbliebenen Ost-West-Piste weiterhin unter der Kontrolle der Luftstreitkräfte. Mit dem Verzicht auf eine fliegerische Nutzung durch die Militärs endete 1969 auch die zivile Mitnutzung.